# Grades de l'armée tanzanienne
Voici une liste des grades de l'armée en Tanzanie.

## Officiers
| Anglais            | Swahili           | Insignes de grade |
| ------------------ | ----------------- | ----------------- |
| General            | Jenerali          |                   |
| Lieutenant General | Luteni Jenerali   |                   |
| Major General      | Meja Jenerali     |                   |
| Brigadier General  | Brigedia Jenerali |                   |
| Colonel            | Kanali            |                   |
| Lieutenant Colonel | Luteni Kanali     |                   |
| Major              | Meja              |                   |
| Captain            | Kapteni           |                   |
| First Lieutenant   | Luteni            |                   |
| Second Lieutenant  | Luteni Usu        |                   |

## Sous-officiers
| Anglais                  | Swahili                       | Insignes de grade |
| ------------------------ | ----------------------------- | ----------------- |
| Warrant Officer Class I  | Afisa Mteule Daraja la Kwanza |                   |
| Warrant Officer Class II | Afisa Mteule Daraja la Pili   |                   |
| Staff Sergeant           | Sajinitaji                    |                   |
| Sergeant                 | Sajenti                       |                   |
| Corporal                 | Koplo                         |                   |
| Lance corporal           | Koplo Usu                     |                   |